# Richard Åbrink
Knut Richard Åbrink född 1 januari 1889 i Björkviks församling, död 9 oktober 1973 i Nyköping, var en svensk spjutkastare som vid OS 1912 i Stockholm blev nummer sex med resultatet 50,20 och det blev även till en sjätte plats i tävlingen med båda händerna med 93,12 (50,04 + 43,08). Han tävlade för Nyköpings AIK.